# 原理恵子
原 理恵子（はら りえこ、1981年8月3日 - ）は、日本の女性タレント。
神奈川県出身。オスカープロモーションに所属していた。

## 出演

### バラエティ
- 喝!リベンジナイト（2000年4月8日 - 9月30日、テレビ東京） - リベンジギャル
- めざましテレビ（2002年4月 - 2004年3月、フジテレビ） - 「早耳トレンドNo.1」リポーター
- 日立 世界・ふしぎ発見!（TBS） - ミステリーハンターとして7回出演（NANAKI、吉本多香美と並ぶ歴代22位の記録）
- JLC NEWS WIDE（2007年、日本レジャーチャンネル） - キャスター
- GOLDEN BOYS（2009年、日本レジャーチャンネル）

### テレビドラマ
- ロケットボーイズ 第1話（2006年1月9日、テレビ東京）

## 作品

### DVD
- パラダイスレポート（2003年12月20日、ラブロス）
- パラダイスレポート2（2004年8月27日、ラブロス）
- Sympathy（2005年3月25日、フォーサイド・ドットコム）
- バニラ（2007年1月26日、フォーサイド・ドットコム）

## 書籍

### 写真集
- Rieko FIRST&FINAL（2004年2月、彩文館出版、撮影：西条彰仁）ISBN 978-4-7756-0034-4